# Mono (ubangische Sprache)
Mono ist eine ubangische Sprache, die von über 65.000 Personen im  nordwestlichen Kongo gesprochen wird.
Es ist eine der Banda-Sprachen, einer Subgruppe der ubangischen Sprachen, die nicht mehr zu den Niger-Kongo-Sprachen hinzugerechnet werden. Es hat fünf Dialekte: Bili, Bubanda, Mpaka, Galaba und Kaga.
Mono hat 33 Konsonantenphoneme, einschließlich dreier labial-velarer Plosive (/k͡p/, /ɡ͡b/ und pränasalierten /ᵑ͡ᵐɡ͡b/), ein asymmetrisches Acht-Vokal-System und einen labiodentalen Flap ([ⱱ]) das sowohl mit /v/ als auch mit /w/ kontrastiert. Es ist eine Tonsprache.